# 하도급
하도급(下都給) 또는 하청(下請)은 수급인이 자신이 해야 할 일의 완성을 제3자로 하여금 하게 하기 위하여 다시 체결하는 수급인과 제3자와의 계약을 말한다. 여기에서의 제3자는 이행대행자만을 의미하는 것으로 이행보조자는 포함되지 않는다. 하도급은 제2단계의 도급계약으로 제1단계의 도급계약과는 별개의 독립한 계약이다. 따라서 도급인과 수급인 사이의 법률관계는 아무런 영향을 받지 않는다. '다시 맡김'으로 순화.
자본주의가 고도로 발달하고 독점이 심하면 독점기업(대기업)과 중소기업 사이에 기업 계열화가 이루어진다. 이러한 수직적 결합 아래에서 중소기업은 부품의 하청이나 원료 가공의 작업을 인수하게 된다. 이러한 원청-하청 관계는 조선, 자동차 등의 기계공업에 많으며, 대기업을 정점으로 하청 · 재하청을 통해 중소기업을 지배하는 피라미드 형을 이루고 있다.

## 하도급 거래 공정화에 관한 법률
본 법은 공정한 하도급거래질서를 확립하여 원사업자(原事業者)와 수급사업자(受給事業者)가 대등한 지위에서 상호보완하며 균형 있게 발전할 수 있도록 함으로써 국민경제의 건전한 발전에 이바지함을 목적으로 하는 법률이며(제1조), 공정거래위원회가 주무 관청이다. 법 명칭에 "하도급"이라고 표현되어 있으나, 여기서의 하도급에는 도급도 포함하는 것으로 규정되어 있다.(제2조).
하도급 거래에는 "용역위탁"도 포함되는데, "용역위탁"이라 함은 지식·정보성과물의 작성 또는 역무의 공급을 업으로 하는 사업자(이하 "용역업자"라 한다)가 그 업에 따른 용역수행행위의 전부 또는 일부를 다른 용역업자에게 위탁하는 것을 말한다.(하도급거래 공정화에 관한 법률 제2조 제11항) 그리고, "지식·정보성과물"이라 함은 정보프로그램 등을 말한다.(동법 제2조 제12항)